# Перекоп (Армянск)
Переко́п (укр. Перекоп, крымскотат. Or Qapı, Ор Къапы) — село, входит в городской округ Армянск Республики Крым (согласно административно-территориальному делению России; согласно административно-территориальному делению Украины — в Суворовский сельсовет Армянского горсовета Автономной Республики Крым).

## Население
| 2001 | 2014 |
| ---- | ---- |
| 894  | ↗919 |

Всеукраинская перепись 2001 года показала следующее распределение по носителям языка
| Язык             | Число жителей | Процент |
| ---------------- | ------------- | ------- |
| русский          | 403           | 48,88   |
| крымскотатарский | 213           | 25,84   |
| украинский       | 187           | 22,71   |
| молдавский       | 11            | 1,34    |
| белорусский      | 6             | 0,67    |
| армянский        | 4             | 0,92    |
| венгерский       | 1             | 0,11    |

## Современное состояние

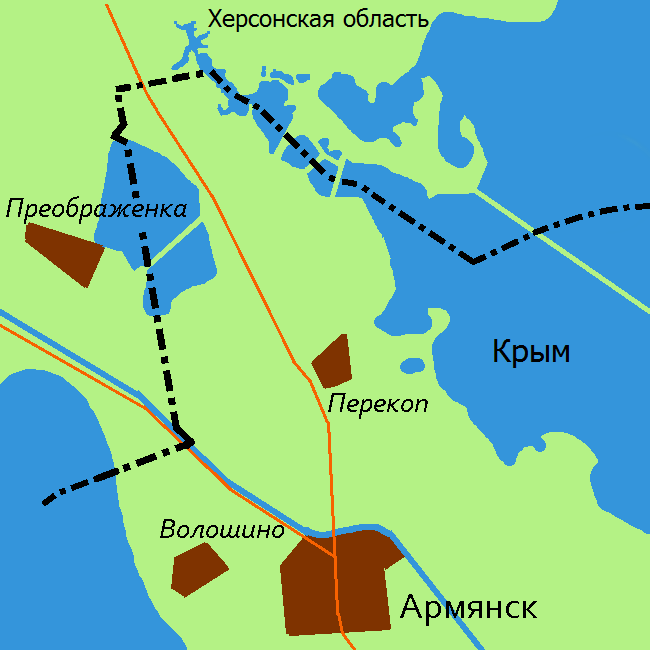
Фактическая граница РФ и Украины в районе Перекопского перешейка

На 2016 год в Перекопе числится 9 улиц; на 2009 год, по данным сельсовета, село занимало площадь 200 гектаров, на которой в 332 дворах проживало 978 человек. Действуют средняя общеобразовательная школа № 7, отделение почты, фельдшерско-акушерский пункт, православный храм святых Праотец. Село связано с райцентром маршрутными такси. В соответствии с Приказом ФСБ РФ от 26 ноября 2014 года № 659, от северной границы Перекопа и далее на север располагается пограничная зона. Сам Перекоп в погранзону не входит.

## География
Село Перекоп расположено на Перекопском перешейке, образующем сухопутную связь между Крымом и континентом, высота центра села над уровнем моря — 14 м, самый северный населённый пункт Армянского горсовета и Крыма, расстояние до Армянска — примерно 6 километров (по шоссе), там же ближайшая железнодорожная станция. Транспортное сообщение осуществляется по региональной автодороге 35Н-283 от шоссе 35А-003 «граница с Украиной — Армянск» (по украинской классификации — С-0-10712).

## История
Село названо в память по ранее находившемуся в 1-2 км южнее, но разрушенному в годы гражданской войны, городу Перекоп. Решение о восстановлении бывшего уездного города, но в статусе села, было принято в декабре 1922 года. Уже согласно Списку населённых пунктов Крымской АССР по Всесоюзной переписи 17 декабря 1926 года, в селе Перекоп, Армяно-Базарского сельсовета (в котором село состояло до образования Суворовского совета) Джанкойского района, числилось 82 двора, из них 79 крестьянских, население составляло 357 человек, из них 273 русских, 80 украинцев, 4 записаны в графе «прочие», действовала русская школа. Постановлением ВЦИК «О реорганизации сети районов Крымской АССР» от 30 октября 1930 года был восстановлен Ишуньский район (в 1937 году переименованный в Красно-Перекопский) и село, вместе с сельсоветом, включили в его состав. На километровой карте РККА 1941 года в Перекопе обозначено 156 дворов.
С 25 июня 1946 года в составе Крымской области РСФСР. 26 апреля 1954 года Крымская область была передана из состава РСФСР в состав УССР. Между 1968 годом, когда село ещё было приписано к Армянскому поссовету и 1974 годом был создан Суворовский сельсовет, в который включили село. Постановлением Верховного Совета Крыма № 867-1 от 4 июля 1996 года, село было выведено из административного подчинения Красноперекопского райсовета и включено в состав Армянского городского совета. По данным переписи 1989 года в селе проживало 1072 человека. С 18 марта 2014 года — де-факто в составе Республики Крым России.